# Nokia OS
Nokia OS (NOS) ist der informelle Name für das Betriebssystem vieler Nokia-Mobiltelefone. Der Begriff „Nokia OS“ wird teilweise in Dokumenten des Herstellers verwendet. Es handelt sich um eine proprietäre Plattform, welche nur Nokia-intern verwendet und nicht öffentlich dokumentiert wird. Es wird weder an Dritte lizenziert, noch werden direkte API bereitgestellt. Jedoch können die meisten NOS-Geräte mit J2ME programmiert werden.
Das Nokia OS dient als Grundlage für Mobiltelefone mit den Plattformen/Benutzeroberflächen Nokia-Series-40, Series 30 und Series 20.